# طاقة زيمان
طاقة زيمان (بالإنجليزي : Zeeman Energy)هي طاقة مغناطيسية كامنة للجسم أثر تعرضه لمجال مغناطيسي خارجي .

سميت نسبة إلى بيتر زيمان وهي ذات علاقة وثيقة بمفعول زيمان .
ويمكن حسابها بالعلاقة التالية :
{\displaystyle E_{Zeeman}=-\mu _{0}\int _{V}\,{\textbf {M}}\cdot {\textbf {H}}_{Ext}\,\mathrm {d} V}
بوحدات إس آي
حيث HExt هو المجال الخارجي